# Sonja Sutter
Pour les articles homonymes, voir Sutter.
Sonja Sutter, née le 17 janvier 1931 à Fribourg (Allemagne) et morte le 1er juin 2017 à Baden (Autriche), est une actrice allemande.
Elle a été l'une des rares actrices qui était autorisée à apparaître dans des productions à la fois en Allemagne de l'Est et en Allemagne de l'Ouest. On se souvient d'elle pour son rôle de Fraulein Rottenmeier dans la série télévisée allemande Heidi à partir de 1978. Cette série, diffusée dans de nombreux pays en Europe durant les années 1980 et 1990, a été doublée en plusieurs langues. Elle est également connue pour avoir interprété plusieurs rôles dans la série télévisée Derrick, de 1983 à 1998.

## Biographie
Sonja Sutter est née à Fribourg en Allemagne. Elle fréquentait l'école Steiner de Fribourg mais dut interrompre sa scolarité à cause de la guerre. Elle reprit des études au lycée classique de Fribourg après 1945, où elle a étudié le grec ancien et le latin. Sa vocation d'actrice lui vint vers l'adolescence.
Elle fait ses débuts sur les planches en 1950 au théâtre municipal de Fribourg. Elle se produit ensuite à Stuttgart, au Schauspielhaus de Hambourg et au Staatstheater de Munich. Elle est remarquée par le directeur de Deutsche Film AG, Slatan Dudow, lors de bouts d'essais pour un film de terroir de Luis Trenker : elle est engagée pour le premier rôle dans Destins de femmes (Frauenschicksale, 1952).
Finalement à partir de 1953 elle reçoit de nouvelles propositions, cette fois en Allemagne de l'Ouest : elle est alors l'une des seules actrices allemandes à tourner pour les deux Allemagnes. Mais c'est dans une production est-allemande primée à plusieurs reprises, Lissy (1957), qu'elle accède à la célébrité. La construction du Mur de Berlin, en 1961, lui interdit la poursuite de cette carrière de l'autre côté du Rideau de fer.
En 1959, elle accepte l'offre du Burgtheater de Vienne, pour lequel elle jouera pendant plus de 40 ans. Le reste du temps, elle tourne pour la télévision, souvent pour des séries policières (Inspecteur Derrick, Le Renard), mais seulement très exceptionnellement pour le cinéma (L'Œuf du serpent, 1976, sera sa dernière apparition pour le grand écran). Au début des années 1990, elle intervient régulièrement au Festival de Salzbourg, ou comme actrice invitée des grandes scènes d'Allemagne : le Schauspielhaus de Hambourg, le Deutsche Oper am Rhein de Düsseldorf, le Schauspielhaus de Zürich, aux festivals de Bregenz et de Bad Hersfeld.
En 1970, elle se voit attribuer le Kammerschauspieler pour toute sa carrière (titre honorifique autrichien).
Elle vivait à Vienne, mariée à un médecin. Sa fille est Carolin Fink (de).

## Filmographie

### Cinéma
- 1952 : Frauenschicksale : Renate Ludwig
- 1954 : Meines Vaters Pferde I. Teil Lena und Nicoline (de) : Lena
- 1955 : Das Schweigen im Walde : Lo Petri
- 1955 : Star mit fremden Federn : Isolde Sturm
- 1955 : Mourir Limitations : Asag von Eyff
- 1956 : La Nuit de la Saint-Jean (Johannisnacht) de Harald Reinl : Irene Hofmann
- 1956 : Drei Birken auf der Heide : Rose Heidkämper
- 1957 : Lissy : Liesbeth 'Lissy' Frohmeyer
- 1958 : Tatort Berlin : Walters Freundin
- 1958 : Sie kannten sich alle : Herte Klausner
- 1958 : Der Lotterieschwede : Frau Jönsson
- 1961 : Jedermann : Gute Werke
- 1976 : Ich will leben : Lucille
- 1976 : Die Wildente : Frau Sörby

- les aventures de Martin 2006

### Télévision
- 1957 : Minna von Barnhelm (téléfilm) : Minna von Barnhelm
- 1957 : Mme Cheneys Ende (téléfilm) : Mme Cheney
- 1957 : Der Geisterzug (téléfilm) : Julia
- 1961 : Verschwörung des Fiesco zu Genua (téléfilm inspiré du drame de Friedrich Schiller « La Conjuration de Fiesque à Gênes ») : Éléonore
- 1962 : Lumpazivagabundus (téléfilm) : Amorosa - sainte patronne de l'amour vrai
- 1963 : Électre (téléfilm)
- 1963 : Ein Dorf ohne Männer (téléfilm) : la blonde
- 1964 : Henri VI (téléfilm)
- 1964 : Die letzte Folge (téléfilm) : Gwendoline
- 1965 : Oncle Vania (téléfilm) : Éléna Andréevna
- 1968 : Schmutzige Hände (téléfilm) : Olga
- 1970 : Jedermann (téléfilm) : la Foi (Glaube)
- 1970 : Nachbarn (téléfilm) : Sie
- 1976 : Wir pfeifen auf den Gurkenkönig (téléfilm) : Maman Hogelmann
- 1976 : Der Kommisar - "Der Tenu des Tages" (série TV) : Frau Weise
- 1978 : Heidi (série TV) : Mademoiselle Rottenmeier
- 1980 : Die weiße Stadt (téléfilm) : Lepa
- 1981 : Tatort (série TV) – "Mord in der Oper" : Mme Homann
- 1983 : Inspecteur Derrick (série TV) - "Le chantage" : Gerlinde Rudolf
- 1986 : Inspecteur Derrick (série TV) – "Le rôle de sa vie" : Lydia Theimer
- 1989 : Le Renard – "L’enfant de la gare" : Carola Wendisch
- 1990 : Guillaume Tell : Armgard (téléfilm)
- 1991 : Le Renard – "Le jugement" : Beate Kranz
- 1992 : Inspecteur Derrick (série TV) – "Le crime est dans l'escalier" : Helga Strohm
- 1992 : Inspecteur Derrick (série TV) – "Der stille Mord" : Greta Zinser
- 1993 : Le Renard (série TV) – "Korruption" : Ilse Brinkmar
- 1995 : Lieben wie gedruckt (série TV) : Dora Krummacher
- 1995 : Inspecteur Derrick (série TV) – "Le don de soi" : Eva Dalinger
- 1998 : Inspecteur Derrick (série TV) – "Drôle d'oiseau" : Mme Kraus
- 2000 : Le Renard (série TV) – "Ressemblance fatale" : Berta Kolberg
- 2003 : Schloßhotel Orth (série TV) – "Falsche Fährten" : Elisabeth
- 2005 : Le Renard (série TV) – "Chronique d'une mort annoncée" : Gerda Walser